# نادي إي إف سي (دبي)
نادي إي إف سي نادي كرة قدم إماراتي من الأندية الخاصة. يقع مقره في دبي. تأسس النادي عام 2023 وينافس في دوري الدرجة الثالثة الإماراتي، وهو أكاديمية لاستكشاف اللاعبين والمواهب الشابة في مدينة دبي.